# Macropiper guahamense
Macropiper guahamense är en pepparväxtart som först beskrevs av C. Dc., och fick sitt nu gällande namn av A.C Smith. Macropiper guahamense ingår i släktet Macropiper och familjen pepparväxter. Utöver nominatformen finns också underarten M. g. glabrum.